# Incest
Incest eller blodskam er seksuelle aktiviteter inden for familien. Krænkeren kan være forælder, bedsteforælder eller onkel. Men der kan også ske seksuelle krænkelser mellem søskende. Det er også incest, når stedforældre forgriber sig på stedbørn, selvom de ikke er beslægtede. Incest er, når den ældste – eller mest udviklede – gør noget seksuelt sammen med barnet, som ikke er naturligt, og som barnet ikke selv har fundet på eller er moden nok til at forstå. Incest behøver ikke nødvendigvis at være samleje, oralsex, onani eller befamlinger. Et seksualiseret sprog, eller det at skulle overvære pornofilm eller voksensex betegnes også som incest. Både incest og pædofili handler om voksnes seksuelle forhold til børn, og begge dele er strafbare i Danmark, men incest adskiller sig ved at være seksuelle forbindelser mellem personer, der er nært beslægtede – for eksempel mellem far og søn, far og datter, mor og søn eller onkel og niece. Som regel er den voksne ikke pædofil i forhold til andre børn men viser sig at misbruge det blodsbeslægtede barn af andre årsager. Her vil det ofte være en omsorgssituation, der gradvis udvikler sig til at blive mere seksualiseret.
De seksuelle overgreb kan foregå en enkelt eller få gange, eller ske systematisk over en årrække. Flest piger bliver seksuelt misbrugt. Men drenge bliver også misbrugt af både mænd og kvinder. Det er usikkert, hvor mange danske børn, der udsættes for seksuelt misbrug inden for familien. Ifølge rapporten Fysisk vold og seksuelle overgreb mod børn fra 2021 udarbejdet af VIVE tyder undersøgelser på, at det er omkring 1,5 procent blandt danske børn og unge, der har været udsat for seksuelle krænkelser i familien.
Psykoanlytikeren Sigmund Freud mente, at alle drenge naturligt har seksuelt betonede følelser for deres mor, som dog fortrænges, det såkaldte ødipuskompleks. Carl Gustav Jung mente også, at et tilsvarende elektrakompleks findes for piger.
Incest er i Danmark forbudt ved Straffelovens § 210, der lyder:
| Citat | Den, der har samleje med en slægtning i nedstigende linje, straffes med fængsel indtil 6 år. Stk. 2. Den, der har samleje med sin broder eller søster, straffes med fængsel indtil 2 år. Straffen kan bortfalde for den, der ikke er fyldt 18 år. Stk. 3. Bestemmelserne i stk. 1 og 2 finder tilsvarende anvendelse med hensyn til kønslig omgængelse med en person af samme køn og med hensyn til anden kønslig omgængelse end samleje. | Citat |
|       | |       |

## Kirkens incestlove
Opfattelsen af incest har varieret stærkt i forskellige samfund og til forskellige tider. Omkring år 550 begyndte kirkemøder at fordømme Det gamle testamentes opfordring til ægteskab med enken efter ens bror. Gradvis begyndte biskopper så at fordømme ægteskab mellem søskendebørn og næstsøskendebørn, stedmødre, steddøtre og onklers enker. I 721 forbød pave Gregor 2. også ægteskab med ens børns gudmor, og med mor til et af ens egne gudbørn. Allerede et par tiår senere var ægteskab blevet forbudt op til syvende led af slægtskab, eller "så langt tilbage, som man mindes". Dermed var det ulovligt at gifte sig med en efterkommer af ens tip-tip-tip-tip-oldeforældre. 
Ved slutningen af 700-tallet var det også forbudt at gifte sig med nogen fra svigerfamilien, gudforældres og gudbørns familie, eller en slægtning af nogen, man en gang havde haft et seksuelt forhold til. Disse forbud var så omfattende, at det efterhånden var nærmest umuligt at finde en passende ægtefælle. Hvis disse incestlove var blevet håndhævet, ville de effektivt forhindre konger og adel i at udvide magtpositionen ved at indgå ægteskaber indenfor ætten. Sent i 1000-tallet var greven af Anjou i stand til at skille sig fra fem af sine koner ved at vise til incestlovene. Henrik 1. af England fik afværget en forlovelse mellem sin nevø og en datter af fyrstehuset Anjou ved at sprede rygter om, at de skulle være søskendebørn. I 1152 blev skilsmissen mellem Ludvig 7. af Frankrig og Eleanor af Aquitanien godkendt, fordi parret kunne påpege, at de var beslægtet i fjerde eller femte led. Det havde været alment kendt, allerede da de giftede sig, og Ludvigs næste kone, Constance af Kastilien, var en endnu nærmere slægtning end Eleanor. Kirken håndhævede sit lovværk helt vilkårligt. Almindelige menneskers slægtskabsforhold blev sjældent undersøgt, selv om kirken gerne solgte dispensationer til folk, der for sikkerheds skyld var villige til at betale for dem. Også kongelige og adelige giftede sig ret frit, med mindre kirken var involveret i en magtkamp med en af de berørte familier, eller blev anmodet om at blande sig. I 1200, da rivaler påpegede, at det planlagte ægteskab mellem Otto 4. af Tyskland og en datter af hertugen af Brabant burde forbydes, fordi de to var for nært beslægtede, forsikrede paven hertugen om, at han kunne bortgifte sin datter "ikke blot renset, men ophøjet, pga den store nytte, vi håber, dette ægteskab vil gøre". 
Ved det fjerde laterankoncil i 1215 indså kirken nødvendigheden af at indsnævre definitionen af incest til at gælde slægtskab i fjerde led. Koncilets udtalte mål var dermed at kunne håndhæve forbuddet strengere; men under Bonifatius 4., der sad på pavestolen omkring år 1400, blev dispensationer åbenlyst solgt til den pris, folk var villige til at betale for dem. 